# Bouszów
Bouszów (ukr. Бовшів) – wieś na Ukrainie, w  obwodzie iwanofrankiwskim, w rejonie halickim, nad Gniłą Lipą. 
W II Rzeczypospolitej w powiecie rohatyńskim województwa stanisławowskiego. W lutym 1944 nacjonaliści ukraińscy z OUN-UPA zamordowali tutaj 14 Polaków.